# Motta (Macugnaga)
Motta (In der Mattu in walser) è una frazione di Macugnaga, comune della provincia del Verbano-Cusio-Ossola in Piemonte.

## Geografia
Questo piccolo abitato si trova all'imbocco della Val Quarazza su un promontorio sopra Isella da cui si domina la conca di Macugnaga, ed è raggiungibile in circa dieci minuti con una strada sterrata che parte da Isella stessa e che proseguendo porta al Lago delle Fate. È situato a circa 1280 m di altitudine.

## Storia
Le prime notizie riguardanti la frazione sono contenute in un documento datato 5 dicembre 1361 con la firma del notaio Antonio Zanino di Motta, e successivamente in un altro attestato del 1373 in cui venivano ripartite le strade della Valle Anzasca tra le varie comunità anzaschine. Si può presumere che nel XIV secolo la Motta fosse un piccolo abitato a sé stante, che successivamente si aggregò ad altre piccole frazioni quali Borca, Spis, Isella e Fornalei per formare un unico "quartiere".
Nella seconda metà del Seicento si ha la costruzione di una cappella dedicata alla Madonna di Loreto. Nel 1779 questo piccolo edificio viene totalmente ristrutturato e riparato, e si ha così la costruzione dell'oratorio di San Rocco e della Madonna di Loreto.
Il 30 novembre 1942 avvenne un incendio che distrusse parzialmente la frazione.

## Monumenti
- Oratorio di San Rocco e della Madonna lauretana: edificio a pianta rettangolare del XVIII secolo con un piccolo campanile sullo spigolo orientale. Caratteristica è la festa patronale del 16 agosto con una piccola processione che parte dall'oratorio e arriva alla cappella di San Nicolao a Quarazza.
- Forno del pane con una piccola fontana.